# Unix系统实验室

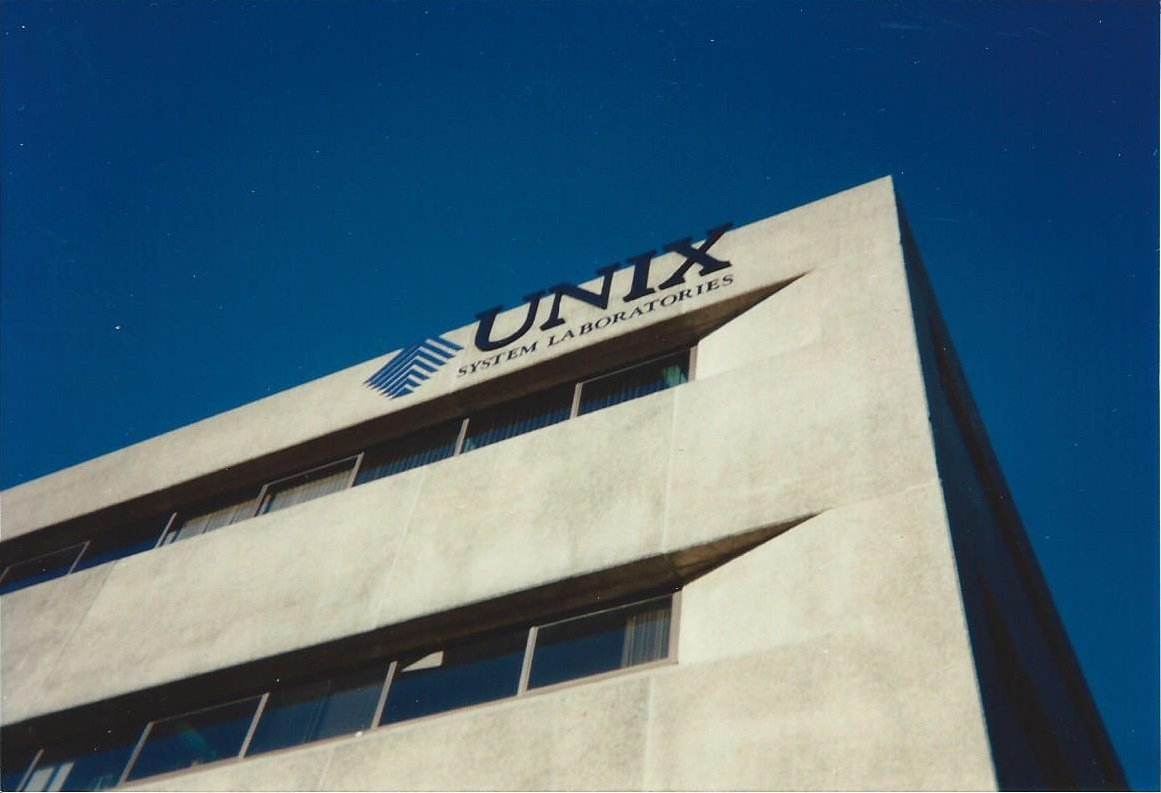
Unix系统实验室外景

Unix系统实验室（Unix System Laboratories，简称：USL）最初设立时是贝尔实验室的一部分。USL于1990年并入贝尔实验室的另一个部门UNIX Software Operation。它被认为是负责Unix的开发和许可证发布的。就在当时它成为了一个独立的子公司，组织权、所有权和经营权都归美国电报电话公司，也就是贝尔实验室的母公司所有。
Unix系统实验室是始于1992年的起诉伯克利软件设计公司和加州大学理事会与Unix相关知识产权的民事诉讼的原告。在结案之前，USL一直要求法院判处一项旨在禁止BSDi和加州大学伯克利分校发行NET-2软件的初步禁制令。USL和BSDi在法官质疑USL的知识产权有效性之后，于1993年在庭外和解。
1993年6月Novell收购了USL及其所有的Unix资产，包括所有的版权、商标和颁发执照的权利。